# Лауреаты премии Вольфа (математика)
Премия Вольфа по математике — одна из шести премий Вольфа, вручаемых Фондом Вольфа с 1978 года; присуждается почти каждый год. Согласно исследованию, проведённому в 2013 и 2014 годах, является третьей по престижности премией по математике после премии Абеля и премии Филдса.
| Год    | Лауреат              | Страна/организация                                                                     | За что присуждена премия |
| ------ | -------------------- | -------------------------------------------------------------------------------------- | --- |
| 1978   | Израиль Гельфанд     | Московский государственный университет, СССР                                           | за его работы по функциональному анализу, теории представлений групп, а также за продуктивный вклад во многие области математики и их приложения.                                                                          |
| 1978   | Карл Зигель          | Гёттингенский университет, Германия                                                    | за его вклад в теорию чисел, теорию нескольких комплексных переменных и небесную механику. |
| 1979   | Жан Лере             | Коллеж де Франс, Франция                                                               | за новаторскую работу по разработке и применению топологических методов к изучению дифференциальных уравнений. |
| 1979   | Андре Вейль          | Институт перспективных исследований, США                                               | за введение алгебро-геометрических методов в теорию чисел. |
| 1980   | Анри Картан          | Парижский университет, Франция                                                         | за новаторскую работу по алгебраической топологии, теории функций нескольких комплексных переменных, гомологической алгебре и вдохновенное руководство целым поколением математиков.                                       |
| 1980   | Андрей Колмогоров    | Московский государственный университет, СССР                                           | за глубокие и оригинальные открытия в области анализа Фурье, теории вероятностей, эргодической теории и динамических системах.                                                                                             |
| 1981   | Ларс Альфорс         | Гарвардский университет, США                                                           | за продуктивные открытия и создание новых мощных методов в теории геометрических функций. |
| 1981   | Оскар Зарисский      | Гарвардский университет, США                                                           | создателю современного подхода к алгебраической геометрии путём её слияния с коммутативной алгеброй. |
| 1982   | Хасслер Уитни        | Институт перспективных исследований, США                                               | за его фундаментальную работу по алгебраической топологии, дифференциальной геометрии и дифференциальной топологии. |
| 1982   | Марк Крейн           | Академия наук Украинской ССР, СССР                                                     | за его фундаментальный вклад в функциональный анализ и его приложения. |
| 1983/4 | Черн, Шиинг-Шен      | Калифорнийский университет, США                                                        | за выдающийся вклад в глобальную дифференциальную геометрию, который оказал глубокое влияние на всю математику. |
| 1983/4 | Пал Эрдёш            | Венгерская академия наук, Венгрия                                                      | за его вклад в теорию чисел, комбинаторику, теорию вероятностей, теорию множеств и математический анализ, а также за стимулирование развития математики по всему миру.                                                     |
| 1984/5 | Кунихико Кодайра     | Японская академия, Япония                                                              | за его выдающийся вклад в изучение комплексных и алгебраических многообразий. |
| 1984/5 | Ганс Леви            | Калифорнийский университет, США                                                        | за начало многих, в настоящее время классических и общеизвестных исследований в области дифференциальных уравнений в частных производных.                                                                                  |
| 1986   | Самуэль Эйленберг    | Колумбийский университет, США                                                          | за его фундаментальную работу по алгебраической топологии и гомологической алгебре. |
| 1986   | Атле Сельберг        | Институт перспективных исследований, США                                               | за его глубокие и оригинальные работы по теории чисел, дискретным группам и автоморфным формам. |
| 1987   | Киёси Ито            | Киотский университет, Япония                                                           | за его фундаментальный вклад в чистую и прикладную теорию вероятностей, особенно за создание стохастического дифференциального и интегрального исчисления.                                                                 |
| 1987   | Питер Лакс           | Нью-Йоркский университет, США                                                          | за его выдающийся вклад во многие области анализа и прикладной математики. |
| 1988   | Фридрих Хирцебрух    | Институт Макса Планка и Боннский университет, Германия                                 | за выдающиеся работы, объединяющие топологию, алгебраическую и дифференциальную геометрию, а также алгебраическую теорию чисел; а также за продвижение кооперации и исследований в математике.                             |
| 1988   | Ларс Хёрмандер       | Лундский университет, Швеция                                                           | за фундаментальную работу о современном анализе, в частности, о применении псевдо-дифференциальных операторов и интегральных операторов Фурье в линейных дифференциальных уравнениях в частных производных.                |
| 1989   | Альберто Кальдерон   | Чикагский университет, США                                                             | за его новаторскую работу о сингулярных интегральных операторах и их применении к важным проблемам в области дифференциальных уравнениях в частных производных.                                                            |
| 1989   | Джон Милнор          | Институт перспективных исследований, США                                               | за остроумные и высоко оригинальные находки в геометрии, открывшие новые важные перспективы в топологии с алгебраической, комбинаторной и дифференциальной точки зрения.                                                   |
| 1990   | Эннио де Джорджи     | Высшая нормальная школа, Италия                                                        | за его инновационные идеи и фундаментальные достижения в области дифференциальных уравнений в частных производных и вариационном исчислении.                                                                               |
| 1990   | Илья Пятецкий-Шапиро | Тель-Авивский университет, Израиль                                                     | за его фундаментальный вклад в областях однородных комплексных областей, дискретных групп, теории представлений и автоморфных форм.                                                                                        |
| 1991   | Премия не вручалась  | Премия не вручалась                                                                    | Премия не вручалась |
| 1992   | Леннарт Карлесон     | Уппсальский университет, Швеция и Калифорнийский университет, США                      | за его фундаментальный вклад в области анализа Фурье, комплексного анализа, квазиконформных отображений и динамических систем.                                                                                             |
| 1992   | Джон Томпсон         | Кембриджский университет, Великобритания                                               | за его глубокое влияние на все аспекты теории конечных групп и их связи с другими ветвями математики. |
| 1993   | Михаил Громов        | Институт высших научных исследований, Франция                                          | за его революционный вклад в глобальной римановой геометрии и симплектической геометрии, алгебраической топологии, геометрической теории групп и теории дифференциальных уравнений в частных производных.                  |
| 1993   | Жак Титс             | Коллеж де Франс, Франция                                                               | за его новаторский и фундаментальный вклад в теории структуры алгебраических и других классов групп, а также, в частности, за теорию построений.                                                                           |
| 1994/5 | Юрген Мозер          | Швейцарская высшая техническая школа Цюриха, Швейцария                                 | за его фундаментальную работу о стабильности в гамильтоновой механике, а также за его глубокий и влиятельный вклад в области нелинейных дифференциальных уравнений.                                                        |
| 1995/6 | Роберт Ленглендс     | Институт перспективных исследований, США                                               | за его ослепительную работу и экстраординарное проникновение в области теории чисел, автоморфных форм и представления групп.                                                                                               |
| 1995/6 | Эндрю Уайлс          | Принстонский университет, США                                                          | за впечатляющий вклад в теорию чисел и связанные области, значительные успехи по основным гипотезам, а также за доказательство Великой теоремы Ферма.                                                                      |
| 1996/7 | Джозеф Келлер        | Стэнфордский университет, США                                                          | за его новаторский вклад, в частности, в теорию распространения электромагнитных, световых, звуковых волн, а также в механику жидкостей, твердых тел, квантовую и статистическую механику.                                 |
| 1996/7 | Яков Синай           | Принстонский университет, США и Институт теоретической физики им. Л. Д. Ландау, Россия | за его фундаментальный вклад в математически строгие методы статистической механики и эргодической теории динамических систем, а также за их приложения в физике.                                                          |
| 1998   | Премия не вручалась  | Премия не вручалась                                                                    | Премия не вручалась |
| 1999   | Ласло Ловас          | Йельский университет, США и Будапештский университет, Венгрия                          | за его выдающийся вклад в комбинаторику, теоретическую информатику и комбинаторною оптимизацию. |
| 1999   | Элиас Стейн          | Принстонский университет, США                                                          | за его вклад в классический и «евклидов» анализ Фурье, а также за его особое влияние на новое поколение аналитиков благодаря его яркому преподаванию и его работам.                                                        |
| 2000   | Рауль Ботт           | Гарвардский университет, США                                                           | за его глубокие исследования в топологии и дифференциальной геометрии, а также за их применения к группам Ли, дифференциальным операторам и в математической физике.                                                       |
| 2000   | Жан-Пьер Серр        | Коллеж де Франс, Франция                                                               | за его многочисленные фундаментальные вклады в топологии, алгебраической геометрии, алгебре и теории чисел, а также за его воодушевляющие лекции и работы.                                                                 |
| 2001   | Владимир Арнольд     | МИАН, Россия и Университет Париж-Дофин, Франция                                        | за его глубокие работы, повлиявшие на развитие многих областей математики, включая динамические системы, дифференциальные уравнения и теорию сингулярностей.                                                               |
| 2001   | Саарон Шелах         | Еврейский университет в Иерусалиме, Израиль                                            | за его многочисленные вклады в математической логике и теории множеств, а также за их применения в других разделах математики.                                                                                             |
| 2002/3 | Микио Сато           | Киотский университет, Япония                                                           | за создание алгебраического анализа, включая теорию гиперфункций и микрофункций, теорию голономного квантового поля и единую теорию солитонных уравнений.                                                                  |
| 2002/3 | Джон Тэйт            | Техасский университет, США                                                             | за создание фундаментальных основ алгебраической теории чисел. |
| 2004   | Премия не вручалась  | Премия не вручалась                                                                    | Премия не вручалась |
| 2005   | Григорий Маргулис    | Йельский университет, США                                                              | за его значительный вклад в алгебру, в особенности, в теорию решёток в полупростых группах Ли, а также за выдающиеся применения её в эргодической теории, теории представлений, теории чисел, комбинаторике и теории меры. |
| 2005   | Сергей Новиков       | Университет Мэриленда, США и Институт теоретической физики имени Ландау, Россия        | за его фундаментальный и новаторский вклад в алгебраической и дифференциальной топологии, математической физике, и прежде всего, за введение алгебро-геометрических методов.                                               |
| 2006/7 | Стивен Смейл         | Калифорнийский университет в Беркли, США                                               | за новаторский вклад, сыгравший основополагающую роль в формировании дифференциальной топологии, динамических системах, математической экономике и других областях математики.                                             |
| 2006/7 | Фюрстенберг, Гиллель | Еврейский университет в Иерусалиме, Израиль                                            | за глубокий вклад в эргодическую теорию, теорию вероятностей, топологическую динамику, анализ симметричных пространств и гомогенных потоков.                                                                               |
| 2008   | Пьер Делинь          | Бельгия                                                                                | за работы, посвящённые смешанной теории Ходжа, гипотезам Вейля, соответствию Римана — Гильберта и вклад в арифметику. |
| 2008   | Филипп Гриффитс      | США                                                                                    | за его работы, посвящённые вариации структур Ходжа, теории периодов абелевых интегралов, и за его вклад в комплексную дифференциальную геометрию.                                                                          |
| 2008   | Дэвид Мамфорд        | Великобритания/США                                                                     | за его работы, посвящённые алгебраическим поверхностям, геометрической теории инвариантов, и за разработку оснований современной алгебраической теории пространств модулей кривых и тета-функций.                          |
| 2010   | Цю Чэнтун            | Гарвардский университет                                                                | за его работы по геометрическому анализу, оказавшие сильное влияние на многие области геометрии и физики. |
| 2010   | Деннис Салливан      | Университет Стоуни-Брук                                                                | за его новаторский вклад в алгебраическую топологию и конформную динамику. |
| 2011   | Премия не вручалась  | Премия не вручалась                                                                    | Премия не вручалась |
| 2012   | Майкл Ашбахер        | Калифорнийский технологический институт, США                                           | за работы в отношении конечных групп. |
| 2012   | Луис Каффарелли      | Техасский университет в Остине, США, Аргентина                                         | за работы в отношении дифференциальных уравнений в частных производных. |
| 2013   | Джордж Мостоу        | Йельский университет, США                                                              | за фундаментальный и новаторский вклад в геометрию и теорию групп Ли. |
| 2013   | Майкл Артин          | Массачусетский технологический институт, США                                           | за фундаментальный вклад в алгебраическую геометрию, математические достижения отмечены как удивительные по своей глубине и сфере их применения.                                                                           |
| 2014   | Питер Сарнак         | Институт перспективных исследований, США                                               | за фундаментальный вклад в математический анализ, теорию чисел, геометрию и комбинаторику. |
| 2015   | Джеймс Артур         | Торонтский университет, Канада                                                         | за монументальную работу по формуле следа и фундаментальный вклад в теорию автоморфных представлений редуктивных групп. |
| 2016   | Премия не вручалась  | Премия не вручалась                                                                    | Премия не вручалась |
| 2017   | Ричард Шейн          | Калифорнийский университет в Ирвайне, США                                              | за его работы по геометрическому анализу и за понимание связи между уравнениями в частных производных и дифференциальной геометрией.                                                                                       |
| 2017   | Чарльз Фефферман     | Принстонский университет, США                                                          | за работы в анализе и геометрии. |
| 2018   | Александр Бейлинсон  | Чикагский университет, США                                                             | за работы по алгебраической геометрии, математической физике и теории представлений. |
| 2018   | Владимир Дринфельд   | Чикагский университет, США                                                             | за работы по алгебраической геометрии, математической физике и теории представлений. |
| 2019   | Жан-Франсуа Ле Галь  | Университет Париж-юг, Франция                                                          | за работы по теории стохастических процессов, а также теории ветвящихся процессов. |
| 2019   | Грегори Лоулер       | Чикагский университет, США                                                             | за вклад в развитие теории вероятностей, в частности, за создание модели случайного блуждания с удалёнными петлями и изучение её свойств.                                                                                  |
| 2020   | Саймон Дональдсон    | Имперский колледж Лондона, Великобритания                                              | за фундаментальные работы по геометрии, в которых были успешно соединены идеи из топологии, алгебраической геометрии и теоретической физики.                                                                               |
| 2020   | Яков Элиашберг       | Стэнфордский университет, США                                                          | за фундаментальные работы по симплектической и контактной топологиям, изменившие облик этих областей, а также по h-принципу.                                                                                               |
| 2021   | Премия не вручалась  | Премия не вручалась                                                                    | Премия не вручалась |
| 2022   | Джордж Люстиг        | Массачусетский технологический институт, США                                           | за новаторский вклад в теорию представлений и смежные области. |
| 2023   | Ингрид Добеши        | Дьюкский университет, США                                                              | за работы по теории вейвлетов и прикладному гармоническому анализу. |
| 2024   | Ади Шамир            | Институт Вейцмана, Израиль                                                             | за фундаментальный вклад в математическую криптографию. |
| 2024   | Нога Алон            | Тель-Авивский университет, Израиль                                                     | за фундаментальный вклад в комбинаторику и теоретическую информатику. |